# Tseraskaya (krater)
Tseraskaya är en nedslagskrater på planeten Venus. Tseraskaya har fått sitt namn efter den ryska astronomen Lidia Tseraskaja.
Kratern har en diameter på ungefär 30 km.